# Nørreport (métro de Copenhague)
Nørreport est une station du métro de Copenhague. 
Elle dessert les deux lignes métropolitaines de Copenhague. Elle est en correspondance avec la gare ferroviaire de Nørreport.

## Situation ferroviaire
Nørreport est une station située sur le tronc commun des lignes M1 et  M2. À partir de la station Christianshavn, les rames de métro des deux lignes du métropolitain partagent les mêmes voies en direction du terminus Vanløse. Dans l'autre sens, les deux lignes de métro se séparent, la ligne une se dirigeant vers le terminus Vestamager et la ligne deux vers le terminus Lufthavnen qui dessert l'aéroport de Copenhague.

## À proximité
- Torvehallerne : halles de marchés
- Jardin botanique de Copenhague
- Søerne : lacs de Copenhague